# Веричи
Веричи (серб. Верићи / Verići) — село в общине Баня-Лука Республики Сербской Боснии и Герцеговины. Население составляет 1123 человека по переписи 2013 года.

## Население

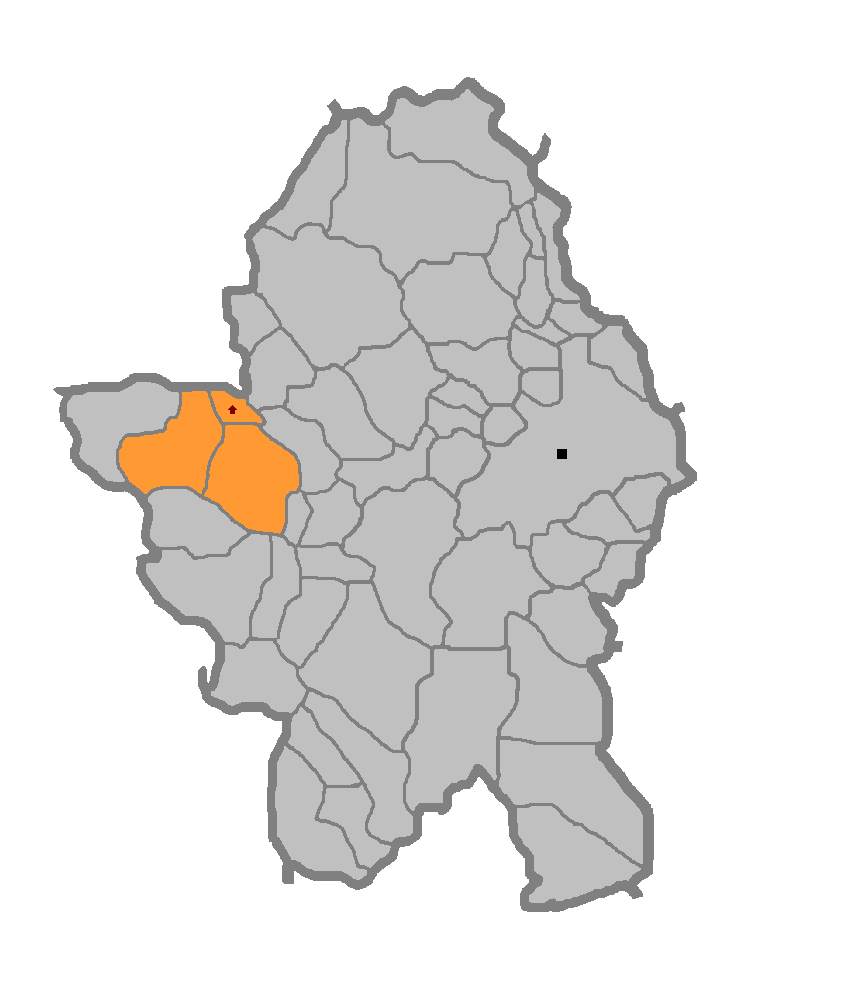
Бронзани-Майдан и его территория на карте общины Баня-Лука

## Известные уроженцы
- Бранко Попович (1917—1944), Народный герой Югославии